# Scleria boniana
Scleria boniana är en halvgräsart som beskrevs av Johann Otto Boeckeler. Scleria boniana ingår i släktet Scleria och familjen halvgräs.
Artens utbredningsområde är Vietnam. Inga underarter finns listade i Catalogue of Life.